# 스파이널 탭 2
"스파이널 탭 2"(영어: Spinal Tap II: The End Continues)는 2025년 개봉 예정인 미국의 모큐멘터리 코미디 영화이다. 1984년 영화 《이것이 스파이널 탭이다》의 속편이다. 전작에 이어 롭 라이너가 감독과 공동각본을 맡았다.